# Кульчин (Ковельский район)
Кульчи́н (укр. Кульчин) — село в Турийской поселковой общине Ковельского района Волынской области Украины.
До 2020 года входило в Турийский район.
Код КОАТУУ — 0725581701. Население по переписи 2001 года составляет 532 человека. Почтовый индекс — 44813. Телефонный код — 3363. Занимает площадь 37,777 км².